# Bożena Stelmachowska
Bożena Stelmachowska (ur. 5 grudnia 1889 we Wrześni, zm. 21 listopada 1956 w Toruniu) – polska etnografka, doktor habilitowana nauk humanistycznych, działaczka społeczna i polityczna, badaczka tradycyjnej kultury Słowińców i Kaszub.

## Życiorys

### Rodzina
Jej ojciec – Ksawery (zm. 1908) był architektem. Matka – Ludwika z Hundtów pochodziła z rodziny emigrantów szkockich osiadłych na Pałukach, w miejscowości Ośno. Była najmłodsza z sześciorga rodzeństwa. Brat Bronisław (ur. 1883, zm. 1940 w Katyniu) był prawnikiem i profesorem Uniwersytetu Poznańskiego oraz Sędzią Sądu Najwyższego. Brat Metody (ur. 1885, zm. 1927) w latach 1919–1927 był starostą rawickim.

### Wykształcenie i praca
W 1908 roku skończyła pensję żeńską. W latach 1911–1918 pracowała jako nauczycielka języka polskiego w tajnej szkole polskiej przy parafii Św. Łazarza w Poznaniu. W tym czasie uczyła się historii i literatury polskiej na kursach organizowanych przez tajne Towarzystwo Tomasza Zana i Towarzystwo Pomocy Rodzicielskiej oraz na wyższych kursach dla dziewcząt im. Królowej Jadwigi. W latach 1919–1925 studiowała na Uniwersytecie Poznańskim archeologię pod kierunkiem Prof. Józefa Kostrzewskiego i etnografię pod kierunkiem Jana Stanisława Bystronia. W 1925 roku uzyskała stopień doktora na podstawie rozprawy System trzech epok w prehistorii polskiej. W latach 1920–1928 pracowała jako asystentka bibliotekarza w Katedrze Etnografii. W latach 1934–1939 pracowała jako kustosz w Muzeum Miejskim w Poznaniu, pełniąc funkcję kierowniczą. W 1939 uzyskała stopień doktora habilitowanego na Uniwersytecie Warszawskim na podstawie dwóch publikacji: Rok obrzędowy na Pomorzu (Toruń 1933) oraz Podkoziołek w obrzędowości zapustnej Polski zachodniej, (Poznań 1933). W okresie II wojny światowej wykładała etnografię na tajnym Uniwersytecie Ziem Zachodnich. Od maja 1945 do stycznia 1946 pracowała na stanowisku nieetatowego docenta na Uniwersytecie Poznańskim. W 1945 roku została zatrudniona w Katedrze Etnologii i Etnografii Uniwersytetu Mikołaja Kopernika w Toruniu, od 1946 na stanowisku profesora nadzwyczajnego. Współpracowała z Instytutem Bałtyckim w Gdańsku, Instytutem Zachodniosłowiańskim w Poznaniu, Szkołą Morską w Gdyni (dla której zbierała eksponaty etnograficzne). Pomagała w organizacji wystaw w Muzeum w Kartuzach i Muzeum w Kwidzynie.

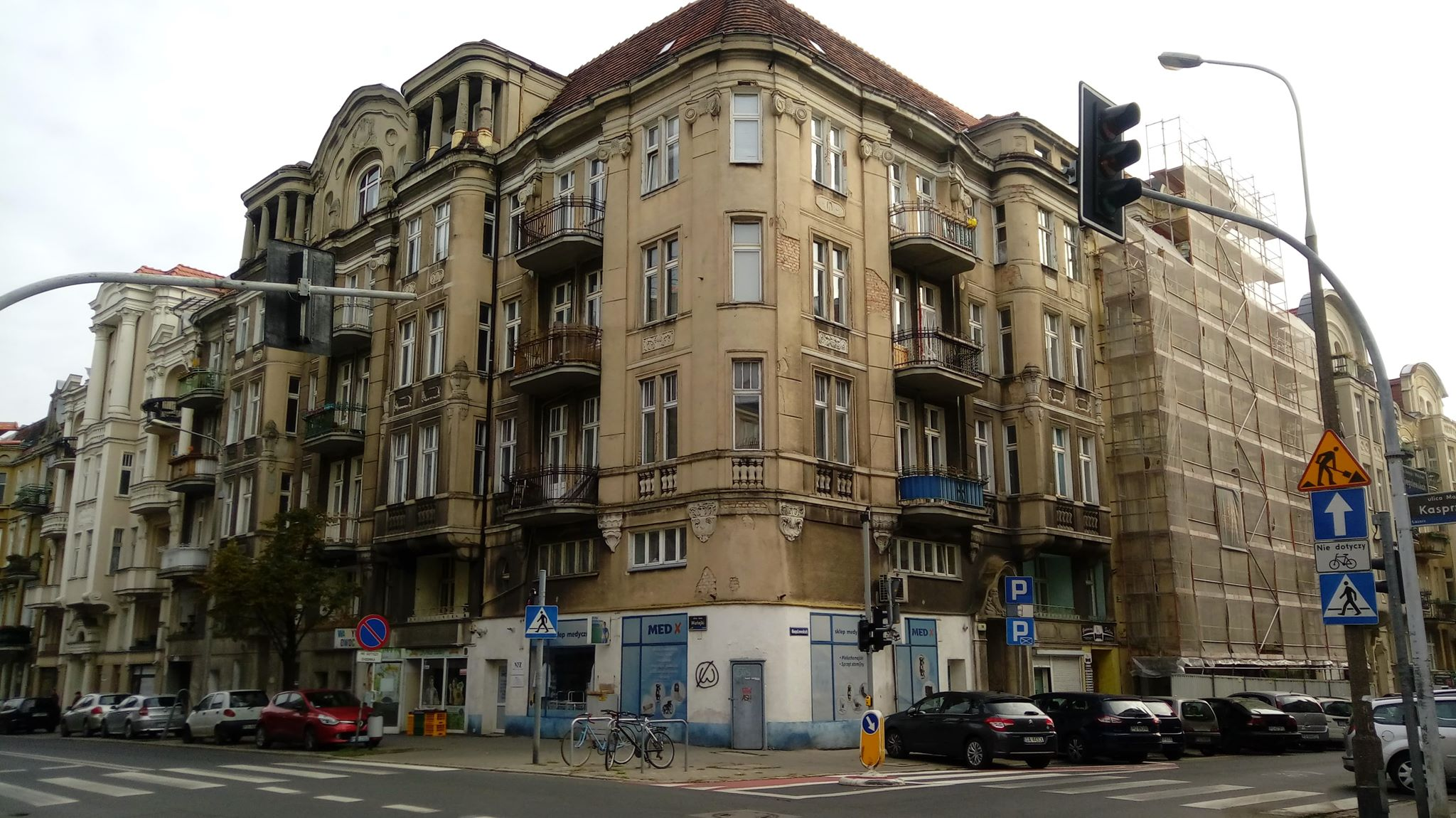
Kamienica przy ul. Niegolewskich 16 w Poznaniu

### Działalność naukowa
Redagowała wydawane przez Instytut Zachodnio-Słowiański Uniwersytetu Poznańskiego zeszyty "Archiwum Etnograficzne". Współpracowała z Komisją Etnograficzną Polskiej Akademii Umiejętności.  Od 1945 roku była członkinią Polskiego Towarzystwa Ludoznawczego (w latach 1945–1947 oraz 1953–1956 będąc członkinią Zarządu Głównego). Współpracowała z CPLiA oraz zespołami folklorystycznymi.
Była autorką publikacji książkowych, z których dwie ukazały się już po jej śmierci. Jej dorobek naukowy obejmuje kilkadziesiąt artykułów opublikowanych w czasopismach naukowych o profilu archeologicznym: „Z Otchłani wieków: pismo poświęcone pradziejom Polski", „Przegląd archeologiczny”, etnograficznym: „Lud” i „Polska sztuka ludowa” oraz pozostałych: „Przegląd Zachodni”, „Teka Pomorska”, „Ziemia”, „Slavia Occidentalis”, „Kronika Miasta Poznania”, „Kwartalnik Historii Kultury Materialnej”, „Głos Uczelni”. Oprócz tego artykuły o charakterze popularnonaukowym publikowane były na łamach gazet: „Jantar”, „Kurier poznański”, „Głos Wielkopolski”, „Życie Warszawy”, „Rzeczpospolita”, „Dziennik Bałtycki”, „Rejsy” (dodatek do „Dziennika Bałtyckiego”).
Wykształciła wielu uczniów, którzy brali wraz z nią udział w terenowych badaniach etnograficznych Pomorza Gdańskiego i Zachodniego.

### Działalność społeczna i polityczna
Działaczka Narodowej Demokracji (należała do Obozu Wielkiej Polski oraz Stronnictwa Narodowego), była kierowniczką działu "Ruch kobiecy" organu Narodowej Organizacji Kobiet. Została za to odznaczona w 1938 roku orderem Polonia Restituta.

## Śmierć i spuścizna
Zmarła 21 listopada 1956 roku w Toruniu. Staraniem jej długoletniej towarzyszki życia Wandy Brzeskiej została pochowana na cmentarzu Górczyńskim w Poznaniu. W 1963 roku archiwum naukowe i prywatne zostało przekazane w akcie darowizny do Archiwum PAN Oddział w Poznaniu. W 2020 roku zrekonstruowano nagrobek, na którym umieszczono rzeźbę autorstwa kaszubskiego artysty Piotra Golli oraz kapliczkę autorstwa Piotra Perzyńskiego. 

## Upamiętnienie
Jest jedną z bohaterek wystawy „Etnografki, antropolożki, profesorki” w Państwowym Muzeum Etnograficznym w Warszawie (2022–2023). Jej teksty opublikowano w książce Żywe ogniwa. Wybór tekstów polskich etnografek (1888–1939). Wydawcą jest Państwowy Instytut Wydawniczy i Narodowy Instytut Muzealnictwa i Ochrony Zbiorów.

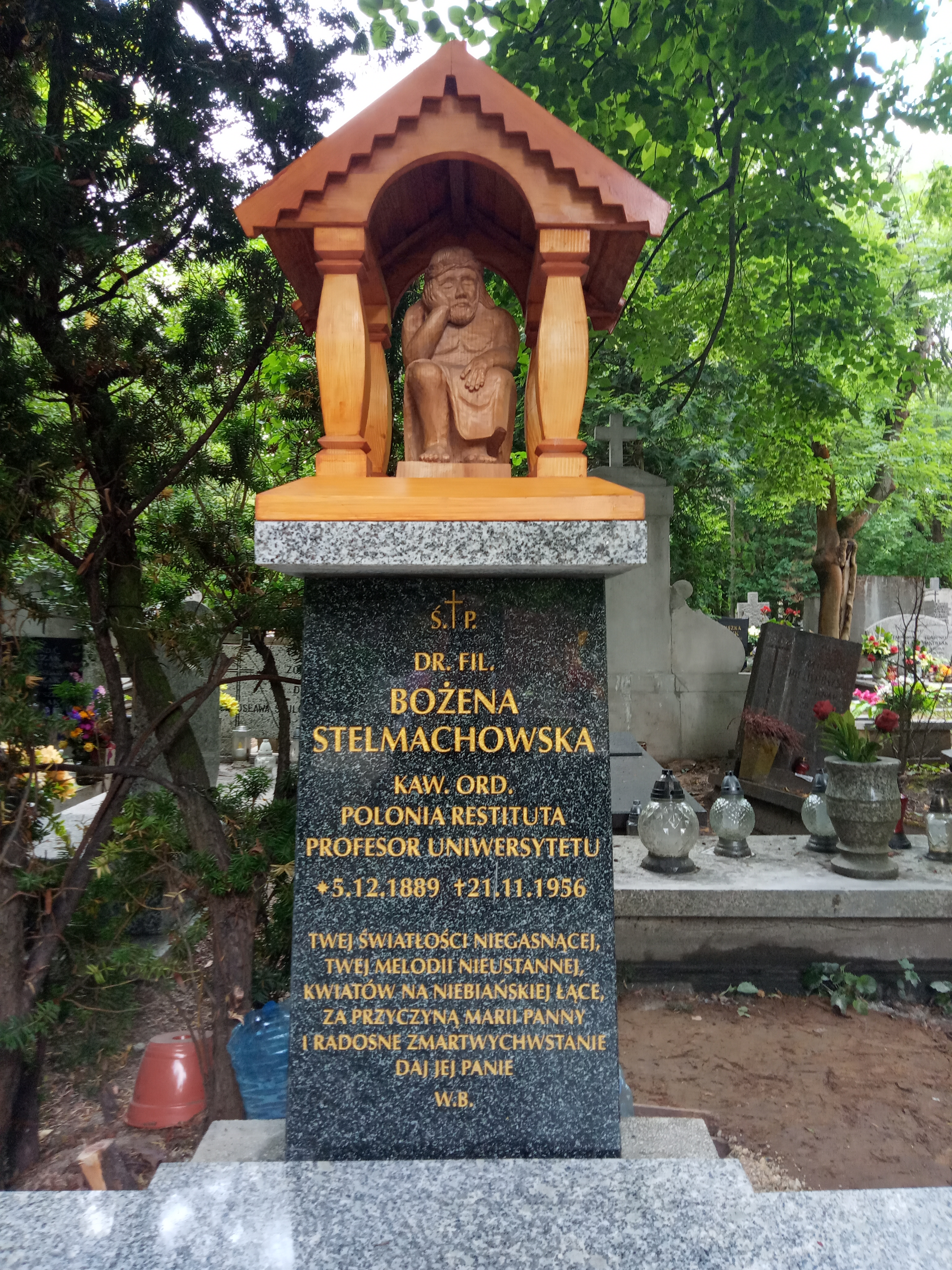
Nagrobek Prof. Bożeny Stelmachowskiej

## Wybrane publikacje
- Z przeszłości Słowian północno-zachodnich 1930
- Stosunek Kaszub do Polski 1932
- Rok obrzędowy na Pomorzu, Toruń 1933
- Podkoziołek w obrzędowości zapustnej Polski zachodniej, Poznań 1933
- Regionalizm etnograficzny na tle przykładów z współczesnej twórczości Polski zachodniej 1936
- Etnografia Pomorza i Prus Wschodnich 1937
- Sztuka ludowa na Kaszubach 1937
- Kultura kontynentalna i literalna ludu 1946
- Zdobnictwo ludowe ziemi pyrzyckiej 1946
- Etnografia Wielkopolski w planowaniu niemieckim, "Lud", 1946, t. 37, s. 236-276. cyfrowaetnografia.pl. [zarchiwizowane z tego adresu (2018-10-09)].
- Polska kultura ludowa czynnikiem zespalającym Ziemie Odzyskane 1946
- Na drodze do teorii sztuki ludowej, "Lud", 1946, t. 36, s. 163-184. cyfrowaetnografia.pl. [zarchiwizowane z tego adresu (2018-10-09)].
- Współczesna ceramika ludowa na Kaszubach, "Polska Sztuka Ludowa – Konteksty", 1950, t. 4, z. 7-12, s. 100-106.. cyfrowaetnografia.pl. [zarchiwizowane z tego adresu (2018-10-09)].
- Ceramika Kaszubów 1951
- Strój kaszubski 1959. cyfrowaetnografia.pl. [zarchiwizowane z tego adresu (2018-10-09)].